# Приханкайска низина
Приханкайската низина (на руски: Приханкайская низменность) е обширна низина в Далечния изток, простираща се на територията на Приморски край в Русия и провинция Хъйлундзян в Китай. На изток се ограничава от планината Сихоте Алин, на запад и север от Източноманджурските планини, а на юг от Суйфунското плато. Изградена е от палеоген-неогенови пясъчно-глинести наслаги, покрити с мощен слой алувиални, езерни и лагунни пясъци, гравелити, чакъли и глини. Климатът е умерен, мусонен. В западната част на низината е разположено голямото езеро Ханка, от което изтича река Сунгача (ляв приток на Усури). Други по-големи реки са Илистая и Мелгуновка, вливащи се в езерото. През сезона на летните мусони и есенните тайфуни е подложена на обширни наводнения. Характерния ландшафт са лесостепите и заблатените ливади. Южната и източната част на низината са най-гъсто населените райони на Руския Далечен изток. Най-големите населени места са градовете Спаск-Дални и Лесозаводск. Основна селскостопанска култура е ориза. 

## Национален атлас на Русия
- Приморие[2]